# Tuire Kayapó
Tuire Kayapó, chiamata anche Tuira (Kokrajmoro, 1970 – Redenção, 10 agosto 2024), è stata un'attivista brasiliana per i diritti degli indigeni, ambientalista e capo del popolo Kayapó. Fu attiva nel movimento contro il progetto della diga di Belo Monte sul fiume Xingu negli anni '80 e l'emendamento costituzionale PEC 215 negli anni 2010. In particolare divenne nota a livello internazionale dopo un reportage fotografico scattato all'Incontro delle Nazioni Indigene dello Xingu, tenutosi ad Altamira nel 1989.

## Biografia
La madre di Tuíre nacque nel villaggio di Kokrajmoro, mentre suo padre nacque a Kubēnkrãkêj. Fu nel villaggio di Kokrajmoro che si incontrarono i genitori di Tuíre, e quello fu anche il luogo di nascita di Tuíre nel 1970. 
Il nome Tuíre le fu attribuito da sua nonna e, secondo Tuíre, "furono i kubēn [bianchi] che cominciarono a chiamarmi Tuíra".
I nonni e gli zii di Tuíre furono leader Kayapó che difesero le loro terre dalle incursioni del governo. Suo nonno paterno, Betikré, morì durante uno di questi conflitti. Fin da piccola, la sua famiglia la incoraggiò a diventare anche lei una guerriera e a difendere il suo popolo.
All'età di 17 anni, Tuíre e la sua famiglia tornarono nel villaggio di suo padre, Kubēnkrãkêj. I suoi genitori morirono poco dopo. Tuíre si trasferì nel villaggio di Aukre, dove lei incontrò suo marito, Takaktô, del villaggio di Gorotire. Si sposarono poco dopo.'

### L'incontro di Altamira
Nel 1989, il primo incontro dei popoli indigeni dello Xingu si svolse ad Altamira, nel Pará, con l'obiettivo, da parte della National Indian Foundation (FUNAI), di aumentare la partecipazione dei popoli indigeni al processo decisionale su questioni riguardanti loro direttamente. Durante l'incontro, Tuíre, all'epoca diciannovenne,  puntò un machete in faccia all'allora direttore di Eletronorte, José Antônio Muniz, in un atto di protesta contro i discorsi di Muniz, considerati da Tuíre incentrati sui progetti economici di Eletronorte e al di là delle questioni indigene, e anche contro la depredazione ambientale che avrebbe avuto luogo a Belo Monte, per procedere con l'installazione di una centrale idroelettrica sul fiume Xingu. Insieme a questo atto, che fu accolto con il silenzio tra i partecipanti, Tuíre dichiarò:
Dopo la visibilità ricevuta con la dimostrazione di Tuíre, il progetto di Eletronorte, chiamato inizialmente Centrale Idroelettrica di Kararaô, fu ribattezzato Centrale Idroelettrica di Belo Monte. Con l'atto che compì in questo incontro, Tuíre divenne famosa in tutto il mondo grazie alla documentazione fotografica di Paulo Jares.

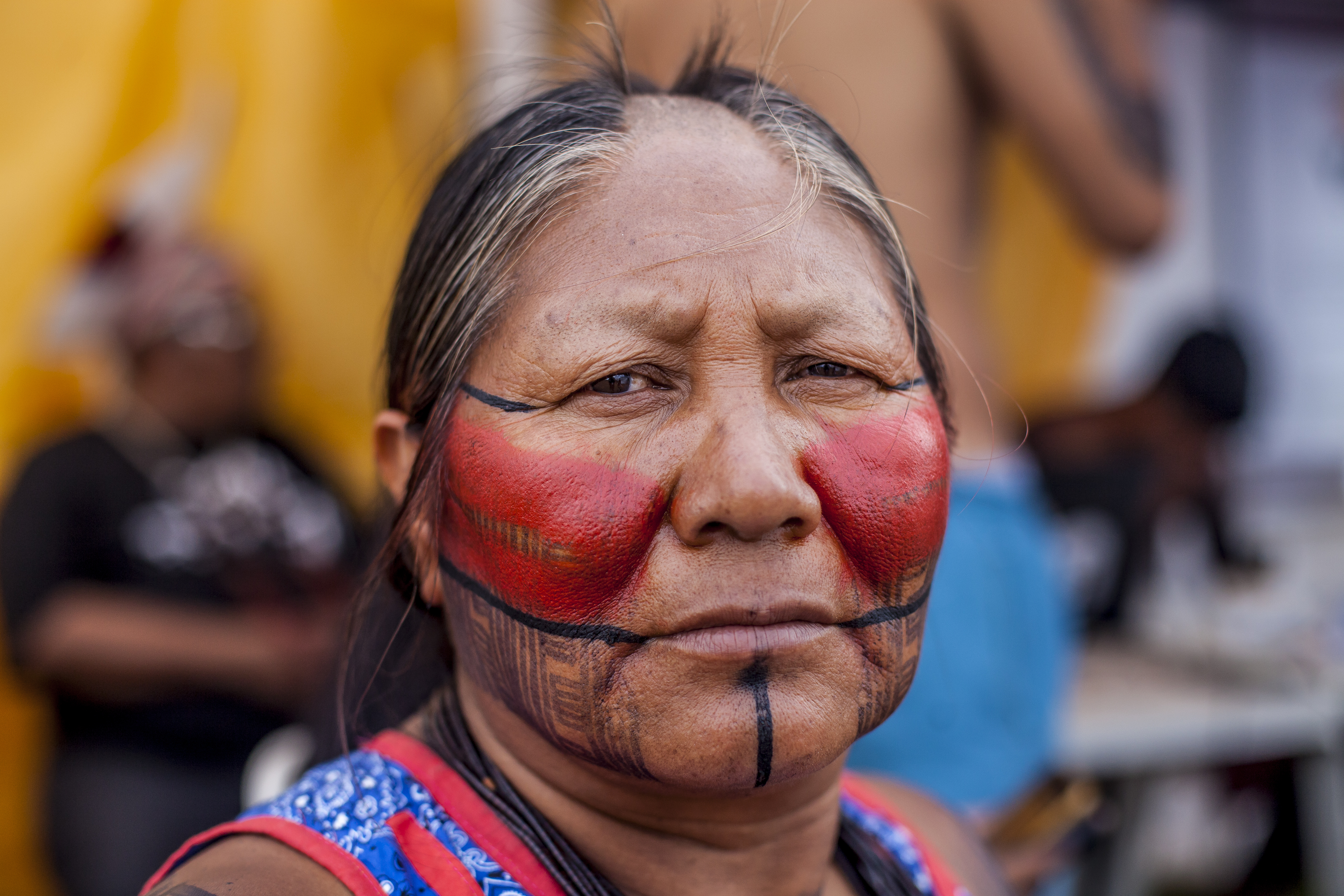
Tuíre Kayapó nel 2017

Negli anni '90 Tuire iniziò a viaggiare all'estero, anche negli Stati Uniti, per diffondere la consapevolezza delle lotte politiche del suo popolo.
Tuíre prese il posto di suo zio quando morì, e incontrò poca resistenza da parte della sua comunità, sebbene fosse una delle prime donne a capo del gruppo.
Si recò al Congresso per parlare a nome dei Kayapo e di altri gruppi indigeni. Scelse di parlare in Mebêngôkre durante questi eventi e si fece tradurre da un interprete. Sostenne anche l'accesso dei gruppi indigeni all'elettricità e si espresse contro l'espansione degli sforzi minerari nelle terre indigene. Criticò fortemente l'approvazione del PL do Marco Temporal nel 2023, una legge limitante le rivendicazioni indigene sulla terra.
Nell'agosto 2019 contribuì a organizzare la prima "Marcia delle Donne Indigene del Brasile" a Brasilia. L'anno successivo, guidò l'incontro dei popoli Mebengokrê e dei leader indigeni del Brasile nel Mato Grosso.

### Morte
Malata dal 2023 di cancro all'utero, Tuíre morì il 10 agosto 2024 a Redenção. Ricevette omaggi dal Presidente Luiz Inácio Lula da Silva, dal Ministro dei Popoli Indigeni Sônia Guajajara, dalla Federazione dei Popoli Indigeni del Pará (Fepipa) e dalla Fondazione Nazionale dei Popoli Indigeni.

## Riconoscimenti
- Nel 2020, l'artista e fotografa turca Pinar Yolaçan pubblicò un film sulla vita di Tuíre, intitolato Tuire Kayapó (Primo contatto). Yolaçan e Tuíre si incontrarono per la prima volta durante un periodo di residenza di Yolaçan in Bolivia alla fine degli anni 2010.[15]
- Nel 2024, il pittore Éder Oliveira svelò un ritratto di Tuíre.[24]